# Разма, Стасис

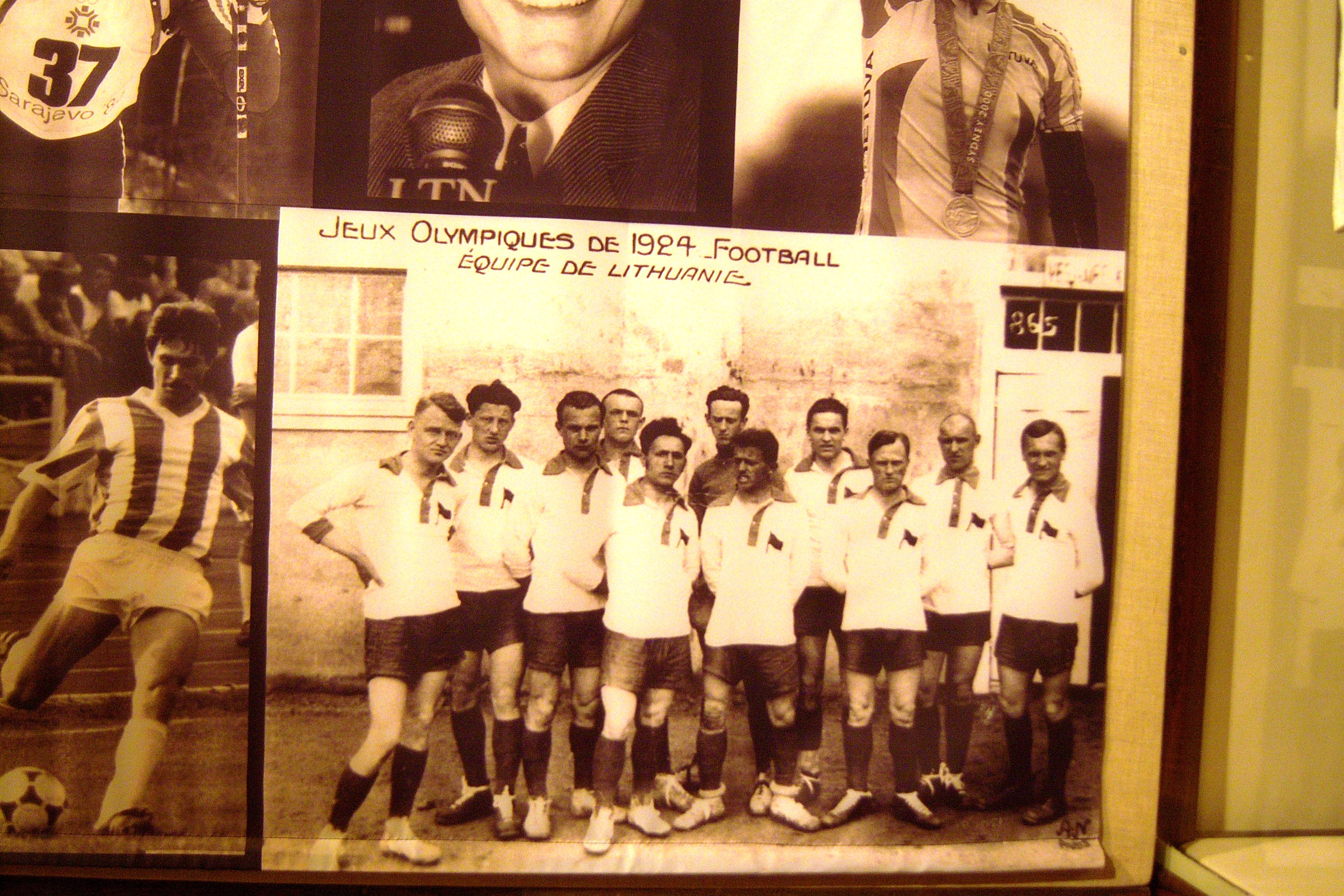
Сборная Литвы по футболу 1924 года

Стасис Разма (лит. Stasys Razma) — литовский спортсмен. Участник Олимпийских игр 1924 в составе футбольной сборной Литвы.

## Биография
Выступал за футбольные команды «Авиация» (1922) и ЛФЛС (1922—1925). В составе ЛФЛС становился чемпионом первых двух розыгрышей чемпионата Литвы в 1922 и 1923 годах. Также был игроком сборной Литвы. Дебютировал за сборную в её первом международном матче 24 июня 1923 года против Эстонии (0:5). В мае следующего года вместе со сборной отправился на Олимпийские игры 1924 в Париже, где сыграл в матче первого круга против Швейцарии, в котором Литва уступила со счётом 0:9 и завершила выступление на турнире. В дальнейшем провёл за сборную ещё три игры, товарищеские матчи против Египта и Эстонии в 1924 году и ещё один матч против Эстонии в 1925.
Помимо футбола, Разма становился чемпионом Литвы в беге на 800 метров (1923) и играл в шахматы за команду Радвилишкского района.

## Годы жизни
Годом рождения Стасиса Размы на многих сайтах, включая olympic.org, указан 1899. Годом же смерти указывается 1941. Сайтом olympedia.org Разма включён в список участников Олимпийских игр, погибших в результате войны. Однако в биографии с сайта Литовской футбольной федерации датой рождения игрока указано 18 июля 1898 года. Дата и место смерти — 30 июля 1960 года в городе Радвилишкис.